# 코토코 (영화)
코토코(Kotoko)는 일본에서 제작된 츠카모토 신야 감독의 2011년 드라마, 공포 영화이다. 츠카모토 신야 등이 주연으로 출연하였다.

## 출연

### 주연
- 츠카모토 신야
- 코코

## 제작진
- 프로듀서: 쿠사카베 케이코
- 프로듀서: 츠카모토 신야